# Соботиште
Соботиште (на словашки: Sobotište) е село в западна Словакия,  в Търнавски край, в окръг Сеница. Населението му е 1445 души.
Разположенo е на 266 m надморска височина, на 9 km североизточно от Сеница. Площта му е 32,25 km². Кмет на селото е Владимир Ян Кружик. В центъра има римокатолическа църква, евангелистка църква, общински съвет и поща. 